# Ayuntamiento de Lorca
El Ayuntamiento de Lorca es la institución que se encarga del gobierno y de la administración de la ciudad y municipio de Lorca, (Región de Murcia), España. Está presidido por su alcalde, actualmente Fulgencio Gil Jódar, del Partido Popular.
La sede del Ayuntamiento se encuentra en la casa consistorial situada en la plaza de España, 1.

## Historia

Privilegio rodado de Alfonso X al concejo de Lorca, concediendo el Fuero de Córdoba

El origen del gobierno local y del ayuntamiento lorquino actual, se puede establecer en el año 1271, cuando el rey Alfonso X concede el fuero de Córdoba a la villa de Lorca. Con este fuero adaptado a la ciudad y que sería conocido como fuero de Lorca se regulaba el funcionamiento del primitivo Concejo.
La primera acta capitular del Concejo data del año 1474 y se encuentra conservada en el archivo municipal.
El 15 de enero de 1878 el rey Alfonso XII concede al Ayuntamiento el tratamiento de Excelencia mediante Real Decreto publicado en la Gaceta de Madrid el día 17.
El 31 de enero de 2022, un asalto al Ayuntamiento de Lorca de 2022 ocurrió, con motivo de una moción que limitaba la distancia de las granjas con el núcleo urbano.

## Alcaldes
De acuerdo con la Ley Orgánica 5/1985, de 19 de junio, del Régimen Electoral General (actualmente vigente) el alcalde es elegido por la corporación municipal de concejales, que a su vez son elegidos por sufragio universal por los ciudadanos de Lorca con derecho a voto, mediante elecciones municipales celebradas cada cuatro años. En la misma sesión de constitución de la corporación se procede a la elección del alcalde, pudiendo ser candidatos todos los concejales que encabecen sus correspondientes listas. Es proclamado electo el candidato que obtiene la mayoría absoluta de los votos. Si ninguno de ellos obtiene dicha mayoría es proclamado alcalde el concejal que encabece la lista más votada.
| Periodo   | Nombre                                                                   | Partido                                               |
| --------- | ------------------------------------------------------------------------ | ----------------------------------------------------- |
| 1979-1983 | José López Fuentes                                                       | Partido Socialista de la Región de Murcia (PSRM-PSOE) |
| 1983-1987 | José Antonio Gallego López                                               | Partido Socialista de la Región de Murcia (PSRM-PSOE) |
| 1987-1991 | José Antonio Gallego López                                               | Partido Socialista de la Región de Murcia (PSRM-PSOE) |
| 1991-1995 | José Antonio Gallego López (1991-1993) Miguel Navarro Molina (1993-1995) | Partido Socialista de la Región de Murcia (PSRM-PSOE) |
| 1995-1999 | Miguel Navarro Molina                                                    | Partido Socialista de la Región de Murcia (PSRM-PSOE) |
| 1999-2003 | Miguel Navarro Molina                                                    | Partido Socialista de la Región de Murcia (PSRM-PSOE) |
| 2003-2007 | Miguel Navarro Molina (2003-2006) Leoncio Collado Rodríguez (2006-2007)  | Partido Socialista de la Región de Murcia (PSRM-PSOE) |
| 2007-2011 | Francisco Jódar Alonso                                                   | Partido Popular de la Región de Murcia (PP)           |
| 2011-2015 | Francisco Jódar Alonso                                                   | Partido Popular de la Región de Murcia (PP)           |
| 2015-2019 | Francisco Jódar Alonso (2015-2017) Fulgencio Gil Jódar (2017-2019)       | Partido Popular de la Región de Murcia (PP)           |
| 2019-2023 | Diego José Mateos Molina                                                 | Partido Socialista de la Región de Murcia (PSRM-PSOE) |
| 2023-act. | Fulgencio Gil Jódar                                                      | Partido Popular de la Región de Murcia (PP)           |

## Pleno
El Pleno es el órgano máximo de representación política de los ciudadanos en el gobierno de la ciudad de Lorca. Está formado por 25 concejales, elegidos por sufragio universal cada cuatro años, y presidido por el alcalde el cual está asistido por la secretaria y el interventor municipal. Funciona en pleno y mediante comisiones informativas. El pleno se reúne en sesión ordinaria el último lunes de cada mes por la mañana.
Desde el pleno ordinario de septiembre de 2015 las sesiones plenarias son grabadas en vídeo y pueden verse en diferido en el Portal de Transparencia municipal. Además en ese mismo pleno se estrenó el control de tiempo de las intervenciones de cada grupo municipal. Cada grupo tiene un tiempo de cinco minutos para exponer y defender su moción. A continuación el resto de grupos tienen cada uno un turno de réplica de cinco minutos. Finalmente cerrará el grupo proponente con otro turno de cinco minutos de contrarréplica. Tras la votación cada grupo tiene, de manera opcional, un minuto para explicación de voto. Excepcionalmente y según la importancia del asunto a tratar, como por ejemplo el debate del Presupuesto General Municipal, se establecen tiempos de intervención especiales donde se aumentan los minutos.
La distribución actual de los concejales del Ayuntamiento, tras las elecciones municipales celebradas en mayo de 2023, es la siguiente:
|                 |                                   |                                  | |            |
| Grupo municipal | Grupo municipal                   | Líder                            | Resto de miembros del grupo | Concejales |
|                 | Partido Popular                   | Fulgencio Gil Jódar              | Rosa María Medina Mínguez, María Hernández Benítez, Juan Miguel Bayonas López, Mayte Martínez Sánchez, Santiago Parra Soriano, María de Las Huertas García Pérez, Belén Díaz Arcas, Ángel Ramón Meca Ruzafa, Belén Pérez Martínez, Antonio David Sánchez Alcaraz | 11         |
|                 | Partido Socialista Obrero Español | Diego José Mateos Molina         | Isabel Casalduero Jódar, Isidro Abellán Chicano, José Luis Ruiz Guillén, Juan Carlos Segura Ruiz, José Ángel Ponce Díaz, María Ángeles Mazuecos Moreno, María Dolores Chumillas Martínez, Irene Jódar Pérez                                                      | 9          |
|                 | Vox                               | María del Carmen Menduiña García | José Martínez García, María Castillo Castro, María Teresa Ortega Guirao | 4          |
|                 | Izquierda Unida-Verdes            | Pedro Sosa Martínez              | | 1          |

### Distribución histórica
| Partido político | Partido político                                                    | 2023   | 2019   | 2015   | 2011   | 2007   | 2003   | 1999   | 1995   | 1991   | 1987   | 1983   | 1979   |
| Partido político | Partido político                                                    | Ediles | Ediles | Ediles | Ediles | Ediles | Ediles | Ediles | Ediles | Ediles | Ediles | Ediles | Ediles |
|                  | Partido Popular de la Región de Murcia (PP)-Alianza Popular (AP)    | 11     | 10     | 13     | 16     | 13     | 9      | 7      | 10     | 7      | 6      | 7      | 4      |
|                  | Partido Socialista de la Región de Murcia (PSRM-PSOE)               | 9      | 10     | 8      | 7      | 10     | 14     | 18     | 13     | 17     | 15     | 16     | 9      |
|                  | Vox                                                                 | 4      | 2      | 0      | —      | —      | —      | —      | —      | —      | —      | —      | —      |
|                  | Izquierda Unida (IU)-Partido Comunista de España (PCE)              | 1      | 2      | 3      | 2      | 2      | 2      | 0      | 2      | 1      | 1      | 1      | 3      |
|                  | Ciudadanos (CS)                                                     | 0      | 1      | 1      | —      | —      | —      | —      | —      | —      | —      | —      | —      |
|                  | Centro Democrático y Social (CDS)-Unión de Centro Democrático (UCD) | —      | —      | —      | —      | —      | —      | —      | —      | 0      | 2      | —      | 7      |
|                  | Solución Independiente (SI)                                         | —      | —      | —      | —      | —      | —      | —      | —      | —      | 1      | —      | —      |
|                  | Partido Demócrata Liberal (PDL)                                     | —      | —      | —      | —      | —      | —      | —      | —      | —      | —      | 1      | —      |
|                  | Grupo Independiente de Lorca (GIL)                                  | —      | —      | —      | —      | —      | —      | —      | —      | —      | —      | —      | 2      |

## Junta de Gobierno
El gobierno municipal está compuesto por concejalías que abarcan diferentes áreas. Al frente de ellas está un concejal, el cual puede asumir varias de forma simultánea.
El concejal de Ciudadanos, Francisco Morales, estuvo en el cargo de vicealcalde y al frente de las concejalías de Turismo; Economía, Industria, Comercio y Artesanía; y Empresas Públicas hasta su cese por parte del alcalde el 3 de marzo de 2023, debido a irregularidades en contratos de dos actos organizados desde la vice alcaldía. Éste, al ser informado del cese, se atrincheró en su despacho negándose a salir. Mientras se encontraba encerrado eliminó datos de cinco ordenadores que, según argumentó al salir del Ayuntamiento, sólo eran datos personales. Durante este período también llegó una ambulancia para atenderle por una subida de tensión.
El anuncio del cese del vicealcalde no incluyó quién asumía sus competencias. Días después el alcalde repartió las competencias entre varios concejales del equipo de gobierno, y eliminó la vice alcaldía.
| Concejalía/s                                                                                              | Titular                     | Partido político | Partido político |
| --- | --------------------------- | ---------------- | ---------------- |
| Alcalde Semana Santa                                                                                      | Fulgencio Gil               | PP               |                  |
| Desarrollo Local Fomento Empleo Educación Universidad                                                     | Rosa María Medina           | PP               |                  |
| Urbanismo Vivienda Casco histórico Medio Ambiente Movilidad                                               | María Hernández             | PP               |                  |
| Seguridad Ciudadana Deportes Calidad Urbana Limusa                                                        | Juan Miguel Bayonas         | PP               |                  |
| Cultura Turismo Industria Comercio Artesanía                                                              | Santiago Parra              | PP               |                  |
| Derechos Sociales Política del Mayor Plazas y Mercados                                                    | María Teresa Martínez       | PP               |                  |
| Tradiciones Feria y Fiestas Mujer Familia Hostelería                                                      | María de las Huertas García | PP               |                  |
| Sanidad y Consumo Discapacidad ONGs Sociedad de la Información                                            | Belén Díaz                  | PP               |                  |
| Contratación Desarrollo Rural Pedanías Agricultura Ganadería Infraestructuras Aguas de Lorca              | Ángel Meca                  | PP               |                  |
| Protección Civil y Emergencias Juventud Participación Ciudadana Servicios Industriales Parques y Jardines | Antonio David Sánchez       | PP               |                  |
| Economía y Hacienda Personal Patrimonio Régimen Interior Control del Padrón y Buen Gobierno               | María Belén Pérez           | PP               |                  |

## Resultados electorales
| Partido político                                      | 2023   | 2023  | 2023       | 2019   | 2019  | 2019       | 2015   | 2015  | 2015       | 2011   | 2011  | 2011       | 2007   | 2007  | 2007       |
| Partido político                                      | Votos  | %     | Concejales | Votos  | %     | Concejales | Votos  | %     | Concejales | Votos  | %     | Concejales | Votos  | %     | Concejales |
| Partido Popular de la Región de Murcia (PP)           | 16 617 | 40,92 | 11         | 14 473 | 37,40 | 10         | 16 158 | 44,08 | 13         | 22 727 | 59,67 | 16         | 19 432 | 49,33 | 13         |
| Partido Socialista de la Región de Murcia (PSRM-PSOE) | 13 584 | 33,45 | 9          | 13 957 | 36,07 | 10         | 11 186 | 30,52 | 8          | 9703   | 25,48 | 7          | 15 256 | 38,73 | 10         |
| Vox                                                   | 6934   | 17,07 | 4          | 2920   | 7,54  | 2          | 275    | 0,75  | 0          | —      | —     | —          | —      | —     | —          |
| Izquierda Unida (IU)                                  | 2171   | 5,34  | 1          | 2953   | 7,63  | 2          | 4711   | 12,85 | 3          | 3500   | 9,19  | 2          | 4134   | 10,50 | 2          |
| Ciudadanos (CS)                                       | 333    | 0,82  | 0          | 2097   | 5,41  | 1          | 2220   | 6,06  | 1          | —      | —     | —          | —      | —     | —          |

## Evolución de la deuda viva municipal
El concepto de deuda viva contempla sólo las deudas con cajas y bancos relativas a créditos financieros, valores de renta fija y préstamos o créditos transferidos a terceros, excluyéndose, por tanto, la deuda comercial.
| Gráfica de evolución de la deuda viva del Ayuntamiento entre 2008 y 2023                        |
|                                                                                                 |
| Deuda viva del Ayuntamiento de Lorca, en miles de euros, según datos del Ministerio de Hacienda |